# Gesamtschule an der Erft
Die Gesamtschule an der Erft ist eine 1991 gegründete Gesamtschule in Neuss. Die Schule befindet sich in der Aurinstraße im Stadtteil Reuschenberg, an der namensgebenden Erft und nahe dem Selikumer Park.
Die Schule hat etwa 850 Schüler und verfügt über eine Gymnasiale Oberstufe mit eigenem Gebäude. Die Jahrgänge 5 bis 7 werden in der Aurinstraße 55 unterrichtet, die Jahrgängen 8 bis 13 im Gebäude in der Aurinstraße 59. Schulleiterin ist Britta Heiermann. 2017 wurde das Gebäude der zum Ende des Schuljahres 2014/15 aufgelösten Förderschule Schule am Wildpark umgebaut und ab 2018 als Gesamtschulstandort genutzt.
Die Gesamtschule gewann 2017 den ersten Preis bei einem Wettbewerb für inklusive Schulprojekte des Rhein-Kreis Neuss.
Es bestehen Kooperationen der Schule mit dem Theater am Schlachthof Neuss und dem Kulturforum Alte Post. An der Gesamtschule gibt es das Wahlpflichtfach „Darstellen und Gestalten“. Der Theaterpädagoge Jens Spörkmann vom Theater am Schlachthof erarbeitet Projekte mit den Schülern. Außerdem besteht ein „Acting English“-Kursus, der im Juni 2017 auf dem InterACT Filmfestival in Essen einen Preis für einen englischsprachigen Science-Fiction-Film gewonnen hat. Ferner wird ein Theaterprojekt für Inklusionsklassen in Zusammenarbeit mit dem Kulturforum Alte Post durchgeführt.